# Ciampino (stacja kolejowa)
Ciampino (wł. Stazione di Ciampino) – stacja kolejowa w Ciampino, w prowincji Rzym, w regionie Lacjum, we Włoszech. Jest ważną stacją węzłową. Położona jest na linii Rzym-Cassino-Neapol, Rzym-Velletri, Rzym-Albano oraz Rzym-Frascati. Znajduje się niedaleko Portu lotniczego Rzym-Ciampino. Została otwarta w 1857. Ma kategorię złotą.